# Breeda Wool
Breeda Wool (Urbana, 30 aprile 1982) è un'attrice statunitense.

## Biografia
Nata e cresciuta a Urbana, nell'Illinois, ha mosso i primi passi nel teatro lavorando per un decennio a New York prima d'interpretare piccoli ruoli in televisione.
È meglio conosciuta per i suoi ruoli come Lou Linklatter nella serie TV Mr. Mercedes e Faith Deluth nella serie Unreal.
Ha recitato come attrice protagonista nel film indipendente del 2016 Erasing Eden.

## Filmografia parziale

### Cinema
- Erasing Eden, regia di Beth Dewey (2016)
- Mass, regia di Fran Kranz (2021)
- Birth/Rebirth, regia di Laura Moss (2023)

### Televisione
- Betas – serie TV, 5 episodi (2013-2014)
- CSI: Immortality, regia di Louis Shaw Milito (2015)
- Unreal – serie TV, 10 episodi (2015-2018)
- Dream Corp, LLC – serie TV, 2 episodi (2016)
- Midnight, Texas – serie TV, episodio 1x07 (2017)
- Vice Principals – serie TV, episodio 2x04 (2017)
- Mr. Mercedes – serie TV, 27 episodi (2017-2019)
- Famous in Love – serie TV, episodio 2x07 (2018)
- The Affair - Una relazione pericolosa (The Affair) – serie TV, episodio 4x06 (2018)
- GLOW – serie TV, episodi 3x03-3x08 (2019)
- The Walking Dead – serie TV, episodio 10x13 (2020)
- Room 104 – serie TV, episodio 4x02 (2020)
- Il mistero dei Templari - La serie (National Treasure: Edge of History) – serie TV, 10 episodi (2022-2023)
- The Walking Dead: The Ones Who Live, regia di Bert e Bertie, Michael Slovis e Michael E. Satrazemis – miniserie TV, puntata 1x02 (2024)

## Doppiatrici italiane
Nelle versioni in italiano delle opere in cui ha recitato, Breeda Wool è stata doppiata da:
- Sabrina Duranti in GLOW, Il mistero dei Templari - La serie, The Walking Dead: The Ones Who Live
- Claudia Catani in Mr. Mercedes